# Bruno Philip
Bruno Philip est un directeur de la photographie, producteur et réalisateur québécois d'origine française, né à Gap le 29 mai 1956. Il vit à Montréal depuis 1982. Depuis 2016, il est le vice-président de la Canadian Society of Cinematographers au Québec. Il enseigne aussi la direction de la photographie à l’Université de Montréal au Québec, et produit depuis 2004 des films indépendants avec sa société de production Gapian Films.

## Biographie
Originaire de Gap, Bruno Philip a commencé sa carrière au théâtre. Il a étudié au Conservatoire d'art dramatique de Québec et à l’École du cirque de Paris dirigée par Annie Fratellini. Diplômé en production cinématographique de l’Université Concordia, il a signé la photographie d'une trentaine de films en télévision et au cinéma. Ses expériences l’ont amené à travailler dans divers pays, dont les États-Unis, l'Angleterre et la Grèce. Il est un membre actif de la Canadian Society of Cinematographers depuis 1998. Avec le court-métrage Honey and Ashes écrit par Harry Standjofski, il a signé en 1999 une première production canadienne à être entièrement tournée en combinant steadicam et haute définition.

## Filmographie

### Directeur de la photographie

#### Courts métrages
- 1998 : Pendant ce temps... de Ghyslaine Côté
- 2003 : Ice Cold de Frédérik D'Amours
- 2009 : The Cat in the Pan de Anne Kmetyko
- 2022 : Si seulement ... peut-être ... de Anne Kmetyko

#### Longs métrages
- 1990 : You're Driving Me Crazy de Michel Wachniuc
- 1997 : Suspicious Minds d'Alain Zaloum
- 1998 : Captive (en) de Roger Cardinal
- 1998 : The Second Arrival de Kevin Tenney
- 1999 : Dead Silent de Roger Cardinal
- 2000 : Someone Is Watching de Douglas Jackson
- 2000 : Artificial Lies de Rodney Gibbons
- 2000 : Heavy Metal 2000 de Michael Coldewey et Michel Lemire
- 2001 : Nowhere in Sight de Douglas Jackson
- 2001 : Life in the Balance de Adam Weissman
- 2003 : A Woman Hunted de Morrie Ruvinsky
- 2003 : Les Immortels de Paul Thinel
- 2008 : South of the Moon d'Antonio DiVerdis
- 2008 : Martyrs de Pascal Laugier
- 2009 : La Chambre noire de François Aubry
- 2014 : Le Militaire de Noël Mitrani
- 2016 : Après coup de Noël Mitrani

#### Documentaires
- 2004 : Rumeurs de miracles de Georges Amar
- 2005 : Jacques Parizeau: L'homme derrière le complet trois-pièces de Marquise Lepage
- 2010 : Les Mains noires de Tetchena Bellange
- 2013 : Graveurs d'images (Etched in Skin) d'Anne Kmetyko
- 2015 : Kingdom Come: The Making of Casavant Opus 3875 de Matthew Long

#### Séries télévisées
- 2004 : Un tueur si proche de Frédérik D'Amours (10 épisodes produits par Canal D)
- 2005 : Les Ex de Sylvain Charbonneau (13 épisodes)

## Producteur
- 2014 : Le Militaire de Noël Mitrani
- 2016 : Après coup de Noël Mitrani

## Réalisateur

### Longs-métrages
- 2003 : Island Rhythms

### Courts-métrages
- 2004 : Frissons d'Été

## Récompenses
- 2003 : meilleure photographie pour un court métrage aux Canadian Society of Cinematographers Awards pour Ice Cold de Frédérik D'Amours, écrit par Luke Bélanger.